# Entropia com a fletxa del temps
L'entropia és una de les poques quantitats de les ciències físiques que requereixen una direcció particular per al temps, de vegades anomenada fletxa del temps. A mesura que s'avança en el temps, la segona llei de la termodinàmica diu que l'entropia d'un sistema aïllat pot augmentar, però no disminuir. Així doncs, la mesura de l'entropia és una manera de distingir el passat del futur. En sistemes termodinàmics que no estan aïllats, l'entropia local pot disminuir amb el temps, acompanyada d'un augment compensatori de l'entropia a l'entorn; exemples inclouen objectes que es refreden, sistemes vius i la formació de cristalls típics.
De la mateixa manera que la temperatura, tot i ser un concepte abstracte, tothom té un sentit intuïtiu dels efectes de l'entropia. Per exemple, sovint és molt fàcil distingir entre un vídeo que es reprodueix cap endavant o cap enrere. Un vídeo pot representar un foc de llenya que fon un bloc de gel proper; reproduït a l'inrevés, mostraria un bassal d'aigua que converteix un núvol de fum en llenya sense cremar i es congela en el procés. Sorprenentment, en qualsevol dels dos casos, la gran majoria de les lleis de la física no es trenquen per aquests processos, amb la segona llei de la termodinàmica com a una de les úniques excepcions. Quan una llei de la física s'aplica igualment quan el temps s'inverteix, es diu que mostra simetria T; en aquest cas, l'entropia és el que permet decidir si el vídeo descrit anteriorment es reprodueix cap endavant o cap enrere, ja que intuïtivament identifiquem que només quan es reprodueix cap endavant l'entropia de l'escena augmenta. A causa de la segona llei de la termodinàmica, l'entropia impedeix que els processos macroscòpics mostrin simetria T.
Quan s'estudia a escala microscòpica, no es poden fer els judicis anteriors. Si es veiés una sola partícula de fum sacsejada per l'aire, no quedaria clar si el vídeo s'està reproduint cap endavant o cap enrere i, de fet, no seria possible, ja que les lleis que s'apliquen mostren la simetria T. A mesura que es desplaça cap a l'esquerra o cap a la dreta, qualitativament no sembla diferent; només quan s'estudia el gas a escala macroscòpica els efectes de l'entropia es fan perceptibles (vegeu la paradoxa de Loschmidt). De mitjana, s'esperaria que les partícules de fum al voltant d'un llumí encès s'allunyessin les unes de les altres, difonent-se per l'espai disponible. Seria un esdeveniment astronòmicament improbable que totes les partícules s'agrupessin, però el moviment de cap partícula de fum no es pot predir.
En canvi, certes interaccions subatòmiques que impliquen la força nuclear feble violen la conservació de la paritat, però només molt rarament. Segons el teorema CPT, això significa que també haurien de ser irreversibles en el temps, i per tant establir una fletxa del temps. Això, però, no està vinculat a la fletxa termodinàmica del temps, ni té res a veure amb l'experiència quotidiana de la irreversibilitat del temps.
Problema sense resoldre en física:
Fletxa del temps: Per què l'univers tenia una entropia tan baixa en el passat, donant lloc a la distinció entre passat i futur i a la segona llei de la termodinàmica?

## Visió general
La segona llei de la termodinàmica permet que l'entropia es mantingui igual independentment de la direcció del temps. Si l'entropia és constant en qualsevol direcció del temps, no hi hauria cap direcció preferida. Tanmateix, l'entropia només pot ser una constant si el sistema es troba en el màxim estat de desordre possible, com ara un gas que sempre ha estat, i sempre estarà, uniformement distribuït en el seu recipient. L'existència d'una fletxa termodinàmica del temps implica que el sistema està altament ordenat en una sola direcció temporal, que per definició seria el "passat". Així doncs, aquesta llei tracta de les condicions de contorn més que no pas de les equacions del moviment.
La segona llei de la termodinàmica és de naturalesa estadística i, per tant, la seva fiabilitat sorgeix de l'enorme nombre de partícules presents en sistemes macroscòpics. En principi, no és impossible que tots els 6 × 1023 àtoms d'un mol d'un gas migrin espontàniament a la meitat d'un recipient; només és fantàsticament improbable, tan improbable que mai s'ha observat cap violació macroscòpica de la Segona Llei.
La fletxa termodinàmica sovint s'associa amb la fletxa cosmològica del temps, perquè en última instància es tracta de les condicions de contorn de l'univers primerenc. Segons la teoria del Big Bang, l'Univers era inicialment molt calent i amb energia distribuïda uniformement. Per a un sistema en què la gravetat és important, com ara l'univers, aquest és un estat de baixa entropia (en comparació amb un estat d'alta entropia en què tota la matèria s'ha col·lapsat en forats negres, un estat al qual el sistema pot evolucionar eventualment). A mesura que l'Univers creix, la seva temperatura baixa, cosa que deixa menys energia [per unitat de volum d'espai] disponible per realitzar treball en el futur que la que hi havia en el passat. A més, les pertorbacions en la densitat d'energia creixen (formant finalment galàxies i estrelles). Així, l'Univers mateix té una fletxa termodinàmica del temps ben definida. Però això no aborda la qüestió de per què l'estat inicial de l'univers era de baixa entropia. Si l'expansió còsmica s'aturés i s'invertís a causa de la gravetat, la temperatura de l'Univers tornaria a augmentar, però la seva entropia també continuaria augmentant a causa del creixement continu de les pertorbacions i l'eventual formació de forats negres, fins a les últimes etapes del Big Crunch, quan l'entropia seria més baixa que ara.

## Un exemple d'aparent irreversibilitat
Considereu la situació en què un recipient gran s'omple amb dos líquids separats, per exemple un colorant per un costat i aigua per l'altre. Sense cap barrera entre els dos líquids, l'agitació aleatòria de les seves molècules farà que es barregin més a mesura que passa el temps. Tanmateix, si es barregen el colorant i l'aigua, no s'espera que es tornin a separar quan es deixen sols. Una pel·lícula de la mescla semblaria realista si es reproduïa cap endavant, però no realista si es reproduïa cap enrere.
Si s'observa el recipient gran al principi del procés de barreja, és possible que només es trobi parcialment barrejat. Seria raonable concloure que, sense intervenció externa, el líquid va arribar a aquest estat perquè estava més ordenat en el passat, quan hi havia una major separació, i estarà més desordenat o barrejat en el futur.
Ara imagineu que l'experiment es repeteix, aquesta vegada amb només unes poques molècules, potser deu, en un recipient molt petit. Hom es pot imaginar fàcilment que observant l'empenta aleatòria de les molècules podria passar —només per casualitat— que les molècules quedessin perfectament segregades, amb totes les molècules de colorant a un costat i totes les molècules d'aigua a l'altre. Que es pot esperar que això passi de tant en tant es pot concloure del teorema de fluctuació; per tant, no és impossible que les molècules es segreguin. Tanmateix, per a un gran nombre de molècules és tan improbable que s'hauria d'esperar, de mitjana, moltes vegades més que l'edat actual de l'univers perquè això es produeixi. Per tant, una pel·lícula que mostrés un gran nombre de molècules segregant-se tal com s'ha descrit anteriorment semblaria poc realista i hom s'inclinaria a dir que la pel·lícula s'estava reproduint a l'inrevés. Vegeu la segona llei de Boltzmann com una llei del desordre.

## Matemàtiques de la fletxa
Les matemàtiques que hi ha darrere de la fletxa del temps, l'entropia i la base de la segona llei de la termodinàmica deriven del següent plantejament, tal com detallen Carnot (1824), Clapeyron (1832) i Clausius (1854):
Fitxer:Entropy-diagram.png
Aquí, com demostra l'experiència comuna, quan un cos calent T1, com ara un forn, es posa en contacte físic, com ara connectant-lo mitjançant un cos de fluid (cos de treball), amb un cos fred T2, com ara un corrent d'aigua freda, l'energia fluirà invariablement de calent a fred en forma de calor Q, i amb un temps donat el sistema arribarà a l'equilibri. L'entropia, definida com a Q/T, va ser concebuda per Rudolf Clausius com una funció per mesurar la irreversibilitat molecular d'aquest procés, és a dir, el treball dissipatiu que els àtoms i les molècules fan els uns sobre els altres durant la transformació.
En aquest diagrama, es pot calcular el canvi d'entropia ΔS per al pas de la quantitat de calor Q des de la temperatura T1, a través del "cos de treball" de fluid (vegeu motor tèrmic), que normalment era un cos de vapor, fins a la temperatura T2. A més, es podria suposar, per argumentar, que el cos que treballa només conté dues molècules d'aigua.
A continuació, si fem l'assignació, tal com la va fer originalment Clausius:
{\displaystyle S={\frac {Q}{T}}}
Aleshores, el canvi d'entropia o "valor d'equivalència" per a aquesta transformació és:
{\displaystyle \Delta S=S_{\mathit {final}}-S_{\mathit {initial}}\,}
que és igual a:
{\displaystyle \Delta S=\left({\frac {Q}{T_{2}}}-{\frac {Q}{T_{1}}}\right)}
i factoritzant Q, tenim la forma següent, tal com la va derivar Clausius:
{\displaystyle \Delta S=Q\left({\frac {1}{T_{2}}}-{\frac {1}{T_{1}}}\right)}
Així, per exemple, si Q fos de 50 unitats, T1 fos inicialment de 100 graus i T2 fos d'1 grau, aleshores el canvi d'entropia per a aquest procés seria de 49,5. Per tant, l'entropia va augmentar per a aquest procés, el procés va trigar una certa quantitat de "temps", i es pot correlacionar l'augment de l'entropia amb el pas del temps. Per a aquesta configuració del sistema, posteriorment, és una "regla absoluta". Aquesta regla es basa en el fet que tots els processos naturals són irreversibles en virtut del fet que les molècules d'un sistema, per exemple dues molècules en un tanc, no només fan treball extern (com ara empènyer un pistó), sinó que també fan treball intern l'una sobre l'altra, en proporció a la calor utilitzada per fer el treball (vegeu: Equivalent mecànic de la calor) durant el procés. L'entropia explica el fet que existeix la fricció intermolecular interna.

## Correlacions
Una diferència important entre el passat i el futur és que en qualsevol sistema (com ara un gas de partícules) les seves condicions inicials solen ser tals que les seves diferents parts no estan correlacionades, però a mesura que el sistema evoluciona i les seves diferents parts interactuen entre si, es correlacionen. Per exemple, sempre que es tracta d'un gas de partícules, sempre se suposa que les seves condicions inicials són tals que no hi ha correlació entre els estats de les diferents partícules (és a dir, les velocitats i les ubicacions de les diferents partícules són completament aleatòries, fins a la necessitat de conformar-se amb el macroestat del sistema). Això està estretament relacionat amb la segona llei de la termodinàmica: per exemple, en un sistema finit que interactua amb reservoris de calor finits, l'entropia és equivalent a les correlacions sistema-reservori i, per tant, ambdues augmenten juntes.
Prenguem per exemple (experiment A) una caixa tancada que, al principi, està mig plena amb gas ideal. A mesura que passa el temps, el gas òbviament s'expandeix fins a omplir tota la caixa, de manera que l'estat final és una caixa plena de gas. Aquest és un procés irreversible, ja que si la caixa està plena al principi (experiment B), no esdevé només mig plena més tard, excepte en la situació molt improbable en què les partícules de gas tenen ubicacions i velocitats molt especials. Però això és precisament perquè sempre assumim que les condicions inicials de l'experiment B són tals que les partícules tenen ubicacions i velocitats aleatòries. Això no és correcte per a les condicions finals del sistema de l'experiment A, perquè les partícules han interactuat entre si, de manera que les seves ubicacions i velocitats han esdevingut dependents les unes de les altres, és a dir, correlacionades. Això es pot entendre si mirem l'experiment A cap enrere en el temps, que anomenarem experiment C: ara comencem amb una caixa plena de gas, però les partícules no tenen ubicacions ni velocitats aleatòries; més aviat, les seves ubicacions i velocitats són tan particulars que, després d'un temps, totes es mouen a la meitat de la caixa, que és l'estat final del sistema (aquest és l'estat inicial de l'experiment A, perquè ara estem mirant el mateix experiment cap enrere!). Les interaccions entre partícules ara no creen correlacions entre les partícules, sinó que de fet les converteixen en (almenys aparentment) aleatòries, "cancel·lant" les correlacions preexistents. L'única diferència entre l'experiment C (que desafia la Segona Llei de la Termodinàmica) i l'experiment B (que obeeix la Segona Llei de la Termodinàmica) és que en el primer les partícules no estan correlacionades al final, mentre que en el segon les partícules no estan correlacionades al principi.
De fet, si tots els processos físics microscòpics són reversibles (vegeu la discussió més avall), aleshores la Segona Llei de la Termodinàmica es pot demostrar per a qualsevol sistema aïllat de partícules amb condicions inicials en què els estats de les partícules no estiguin correlacionats. Per fer això, cal reconèixer la diferència entre l'entropia mesurada d'un sistema —que depèn només del seu macroestat (el seu volum, temperatura, etc.)— i la seva entropia d'informació, que és la quantitat d'informació (nombre de bits d'ordinador) necessària per descriure el microestat exacte del sistema. L'entropia mesurada és independent de les correlacions entre les partícules del sistema, perquè no afecten el seu macroestat, però l'entropia de la informació sí que en depèn, perquè les correlacions redueixen l'aleatorietat del sistema i, per tant, la quantitat d'informació necessària per descriure'l. Per tant, en absència d'aquestes correlacions les dues entropies són idèntiques, però per altra banda l'entropia de la informació és menor que l'entropia mesurada, i la diferència es pot utilitzar com a mesura de la quantitat de correlacions.

## Fletxa del temps en diversos fenòmens
Els fenòmens que es produeixen de manera diferent segons la seva direcció temporal es poden vincular en última instància a la segona llei de la termodinàmica, per exemple, els glaçons de gel es fonen en cafè calent en lloc de desmuntar-se del cafè i un bloc que llisca sobre una superfície rugosa disminueix la velocitat en lloc d'accelerar. La idea que podem recordar el passat i no el futur s'anomena la "fletxa psicològica del temps" i té connexions profundes amb el dimoni de Maxwell i la física de la informació; la memòria està vinculada a la segona llei de la termodinàmica si es veu com una correlació entre les cèl·lules cerebrals (o bits d'ordinador) i el món exterior: com que aquestes correlacions augmenten amb el temps, la memòria està vinculada a esdeveniments passats, en lloc d'esdeveniments futurs.

## Recerca actual
La recerca actual se centra principalment en descriure matemàticament la fletxa termodinàmica del temps, ja sigui en sistemes clàssics o quàntics, i en comprendre el seu origen des del punt de vista de les condicions de contorn cosmològiques.

### Sistemes dinàmics
Algunes investigacions actuals en sistemes dinàmics indiquen una possible "explicació" per a la fletxa del temps. Hi ha diverses maneres de descriure l'evolució temporal d'un sistema dinàmic. En el marc clàssic, es considera una equació diferencial ordinària, on el paràmetre és explícitament el temps. Per la pròpia naturalesa de les equacions diferencials, les solucions d'aquests sistemes són inherentment reversibles en el temps. Tanmateix, molts dels casos interessants són o bé ergòdics o bé mescles, i se sospita fermament que la mescla i l'ergodicitat subjauen d'alguna manera al mecanisme fonamental de la fletxa del temps. Tot i que la forta sospita pot ser només una intuïció fugaç, no es pot negar que, quan hi ha múltiples paràmetres, entra en joc el camp de les equacions diferencials parcials. En aquests sistemes hi ha la fórmula de Feynman-Kac en joc, que assegura per a casos específics una correspondència biunívoca entre una equació diferencial estocàstica lineal específica i una equació diferencial parcial. Per tant, qualsevol sistema d'equacions diferencials parcials és equivalent a un sistema aleatori d'un sol paràmetre, que no és reversible a causa de la correspondència esmentada.

### Mecànica quàntica
La recerca sobre la irreversibilitat en mecànica quàntica pren diverses direccions diferents. Una via és l'estudi dels espais de Hilbert manipulats, i en particular, com s'entrellacen els espectres de valors propis discrets i continus.. Per exemple, els nombres racionals estan completament entrellaçats amb els nombres reals, i tot i així tenen un conjunt de propietats úniques i diferents. S'espera que l'estudi dels espais de Hilbert amb una interacció similar proporcioni informació sobre la fletxa del temps.